# Dakelh

Woongebied van de Dakelh binnen British Columbia

De Dakelh of Carrier (dragers) is een Athabaskisch inheems volk dat een groot gebied bewoont in het midden van Brits-Columbia, Canada.

## Geografie
Het gebied waar de Dakelh wonen reikt vanaf de Fraser-rivier ten noorden van Prince George tot de zuidkant van Quesnel en omvat het gebied van Barkerville, Wells, Nechako Country, de omgeving van Stuart Lake, Trembleur Lake, Takla Lake, Fraser Lake, en Babine Lake, de Bulkley Valley en de regio langs de West Road River. In westelijke richting strekt het gebied zich uit tot de Hazelton Mountains en de Kitimat Ranges van de Coast Mountains en omvat Kluskus Lake, Ootsa Lake, de Quanchus- en Fawnie-range met het Cheslatta Lake.
Dit gebied bestaat grotendeels uit boreale bossen met talrijke meren. De vele rivieren monden uiteindelijk uit in de Grote Oceaan, de meeste via de Fraser River. Er heerst een landklimaat met koude winters waarbij de meren en rivieren bevriezen; het groeiseizoen is vrij kort. De Rocky Mountains vormen de oostgrens van het Dakelh territorium, maar de Dakelh zijn niet erg vertrouwd met het voorgebergte ervan omdat dit gebied al geruime tijd door de Cree wordt bewoond. Een deel van het kustgebergte en de Hazelton Mountains liggen in het gebied van de verwante Wit'suwit'en. Verder naar het zuiden delen de 'Ulkatcho'-Dakelh het kustgebergte met de Nuxalk en het noordelijk Chilcotin-plateau met de Tsilhqot'in.

## Cultuur
De traditionele leefwijze van de Dakelh kende een seizoencyclus, met de meeste activiteit in de zomer als bessen werden verzameld en vis gevangen en houdbaar gemaakt. Vis, vooral zalmen, werd gerookt en in grote hoeveelheden bewaard voor de winter. Gejaagd werd op muildierhert, kariboe, wapiti, eland, Amerikaanse zwarte beer, Canadese bever, en konijn. Deze dieren leveren vlees, bont en huiden, en botten voor gereedschap. Op andere bontdragende dieren werd in de tijd vóór de opkomst van de bonthandel slechts beperkt gejaagd. Met uitzondering van bessen en het sap en cambium van de draaiden, spelen planten een ondergeschikte rol als voedsel. Wel zijn de Dakelh bekend met eetbare planten en wordt daar soms gebruik van gemaakt, ook als medicatie. Van de rode bosbes maakten ze jam. Een aftreksel van de Viola adunca werd gebruikt tegen maagpijn. Het sap van de wortel van de Orthilia werd gebruikt als oogreiniger.
In de winter beperken hun activiteiten zich tot wat jagen en vallen zetten, en ijsvissen. Hoewel de meeste Dakelh tegenwoordig een (niet-traditionele) baan hebben, vormen vis, wild en bessen nog een groot deel van hun voedsel.
De Dakelh onderhielden een uitgebreide handel met de kuststreek, via wat werd genoemd "vetpaden". Ze leverden vooral huiden, gedroogd vlees en gedroogde bessen. In ruil verkregen ze vet afkomstig van de eulachon. De olie van deze vis is zeer voedzaam en bevat gunstige vetzuren, in tegenstelling tot veel andere soorten vet. Ook verkregen ze gerookte eulachons en gedroogde zeewier. Visolie en gerookte eulachons worden door velen nog beschouwd als een delicatesse en zijn gewaardeerde cadeaus van bezoekers van de westkust. De route waarlangs Alexander MacKenzie met zijn groep in 1793 de Grote Oceaan bereikte na de eerste oversteek van Noord-Amerika, was vanaf de Fraser rivier een "vetpad". Andere voorbeelden van vetpaden zijn het Cheslatta Trail en het Nyan Wheti.

## Archeologie
In de jaren 1940 ging professor Charles Borden van de Universiteit van Brits-Columbia versneld over tot het doen van archeologisch onderzoek in de Nechako Canyon nadat bekend was geworden dat er een stuwmeer zou komen. Dit Kemano zou een groot deel van de jachtgebieden van de Dakelh in Tweedsmuir Park overstromen. In 1951 lokaliseerden Borden en antropologiestudent Wilson Duff ruim 130 plaatsen van belang en deden verder onderzoek voordat het gebied overstroomde. Het stuwmeer veroorzaakte grote veranderingen voor de First Nations gemeenschappen die er woonden, zoals de vernietiging van hun begraafplaatsen, woon- en jachtgebieden en archeologische sites.
Borden keerde elke zomer terug voor verder onderzoek, tot hij in 1970 met pensioen ging. Zijn laatste artikel dat in 1979 werd gepubliceerd in Science was gebaseerd op opgravingen van kleine messen bij Namu, Brits-Columbia.

## Stammen
De term Carrier of Dakelh omvat zowel sprekers van de Carriertaal als van de nauw verwante taal Babine-Witsuwit'en. Beide talen worden in het voortbestaan bedreigd omdat er weinig jeugdige sprekers zijn.

### Bestuurlijke organisatie
Zeven stammen vormen de Carrier Sekani Tribal Council:
- Burns Lake Indian Band
- Nadleh Whut'en Band
- Saik'uz First Nation
- Stellat'en First Nation
- Tl'azt'en Nation
- Takla Lake First Nation
- Wet'suwet'en First Nation

Vier stammen vormen de Carrier Chilcotin Tribal Council:
- Kluskus Indian Band
- Nazko Indian Band
- Red Bluff Indian Band
- Ulkatcho Indian Band
- De Toosey Indian Band van het Tsilhqot'involk is ook lid van deze council.

## Naamgeving
De naam Carrier (drager) zou duiden op de praktijk van weduwen, om de as van de overleden echtgenoot gedurende drie jaar op de rug mee te dragen. Van deze gewoonte bestaat amper bewijs, het is slechts gemeld door missionaris Father Morice. Volgens Lizette Halls vader, Louie-Billy Prince, die huisknecht was geweest bij Father Morice, vroeg hij de Carrier zo vaak naar de herkomst van de naam, dat ze dit verhaal bedachten om hem tevreden te stellen. Een alternatief is dat de naam duidt op de handel die de Dakelh met de kuststreek voerden, waarbij ze hun vracht over de vetpaden droegen.